# Nordisk Insulinlaboratorium
Nordisk Insulinlaboratorium blev grundlagt i 1923  af August Kongsted, August Krogh og Hans Christian Hagedorn. I 1980 blev salg, marketing, produktion og markedsorienteret forskning skilt ud i det børsnoterede selskab Nordisk Gentofte A/S. I januar 1989 blev Nordisk Gentofte A/S og Novo Industri A/S sammenlagt til én virksomhed med navnet Novo Nordisk A/S.